# Покровское (Ульяновская область)
Покровское — село в Мокробугурнинском сельском поселении Цильнинского района Ульяновской области.
Численность населения — 551 (2010).

## География
Расположено на реке Сухой Дол, в 10 км к северо-востоку от села Большое Нагаткино, в 4-5 км к западу от посёлка Цильна и в 37 км к северо-западу от центра Ульяновска.

## История
Село основано в 1673 году и принадлежало «синбиренину» Артамону Максимовичу Репьёву. В 1678 году «село Покровское на Озерках» состояло из 17 дворов, в них 31 человек. В 1685 году Репьёв выдал дочь Марью замуж за стольника Ивана Даниловича Наумова и в приданое дал «село Покровское на прудах», с крестьянами и пашни 360 четвертей, с правом въезда в лес Кадышевский и Чемурчинский, Ундоровский и Комаровский, потому что «те леса к его вотчине в близости». С тех пор, в течение более ста лет село Покровское было вотчиною дворян Наумовых.
В 1780 году село Покровское Репьёвка и Озерки тож, вошло в состав Симбирский уезд Симбирского наместничества.
В 1795 году, во время генерального межеванья, это село принадлежало дворянину Василию Ивановичу Наумову.
В 1796 году село вошло в состав Симбирской губернии.
В начале XIX века в Покровском помещиком был Порфирий Петрович Микулин, ему наследовали: корнет Федор Порфирович Микулин и кол. асс. Надежда Порфировна Русенева. В 1830 году, гвардии прапор Александр Михайлович Карамзин подарил Н. П. Русеневой «пустошь Полоцкую», при с. Покровском, купленную им у вдовы Ф. П. Микулина, Елизаветы Васильевны. Эту пустошь Русенева продала в 1837 году ст. сов. Андрею Васильевичу Бестужеву.
В 1814 году Порфирием Петровичем Микулиным в селе была построена каменная церковь во имя Покрова Богородицы. Александр Васильевич Русенев при своей усадьбе построил вторую церковь — деревянную, но в 1877 году подарил в село Малое Нагаткино.
В 1861 году село Покровское (Озёрки) — волостной центр Покровской волости.
В 1875 году здесь открыли школу; помещик Митрофан Алексеевич Теплов построил для неё отдельный просторный флигель.
В 1892 году в селе был построен каменный храм. 
В 1928 году село вошло в Богдашкинский район Ульяновского округа Средне-Волжской области.
В 1931 году — в Ульяновском районе Средне-Волжского края.
В 1935 году — в Богдашкинском районе Куйбышевского края.
В 1935 году в селе был создан колхоз «Большевик», затем переименован в «Новая Искра», в 1936 году создан другой колхоз «Новая жизнь». В 1959 году объединены в один — «Новая жизнь» (племенное хозяйство (Бестужевская (порода коров)) .
В 1943 году — в Ульяновской области.
В 1965 году — в Цильнинском районе.
В 2005 году — в Мокробугурнинском сельском поселении.

## Население
| Год  | Число дворов | Число жителей  | Примечания |
| ---- | ------------ | -------------- | --- |
| 1678 | 17           | 31             | Принадлежало синбиренину Артамону Максимовичу Репьёву.                                                              |
| 1780 |              | 156            | Помещичьи крестьяне.                                                                                                |
| 1795 | 77           | 649            | село принадлежало дворянину Василию Ивановичу Наумову.                                                              |
| 1845 |              | 278 (рев. душ) | княгине Агнии Владимировне Волконской, подполковнику Алексею Григорьевичу, корнету Александру Васильевичу Русеневу. |
| 1859 | 88           | 655            | Церковь православная 2.                                                                                             |
| 1861 | 96           | 280 (рев. душ) | |
| 1900 | 140          | 845            | |
| 2010 |              | 551            | |

## Улицы
ул. Комсомольская, Комсомольский пер., ул. Мира, ул. Молодежная, Молодежный пер., ул. Московская, ул. Пионерская, ул. Пролетарская, ул. Российская, Российский пер., ул. Советская, Советский пер., ул. Труда